# Mai Yamani
Mai Yamani (arabisch مي يماني; * 1956 in Kairo) ist eine saudi-arabische Anthropologin.

## Herkunft und Jugend
Yamani ist eine Tochter von Ahmed Zaki Yamani, der von 1962 bis 1986 Ölminister Saudi-Arabiens war. Da die Eltern ihres Vaters aus dem Yemen stammten, hatte die Familie den Beinamen Yamani (= „aus Jemen“). Ihre Mutter Laila stammte aus Mossul im Irak.
Mai Yamani besuchte von 1967 bis 1975, nach Grundschuljahren in Bagdad und Dschidda, das renommierte Mädchenpensionat Château Mont-Choisi in Pully bei Lausanne (Schweiz). Danach studierte sie zunächst am Bryn Mawr College bei Philadelphia (USA), wo sie 1979 einen Bachelor-of-Arts-Grad erwarb, und dann an der University of Oxford, wo sie den „Master of Studies“ erlangte und dann zum Doctor of Philosophy (DPhil) der Sozialanthropologie promovierte.

## Berufliche Laufbahn
Sie begann ihre berufliche Karriere als Universitätsdozentin an der König-Abdulaziz-Universität in Dschidda (Saudi-Arabien), später an der School of Oriental and African Studies der Universität London, und wurde in der Folge an verschiedene Forschungsinstitutionen im Nahen Osten, in den USA und in Europa berufen:
- 1990–1991: Centre for Cross Cultural Research on Women, Oxford;
- 1992–2002: Centre of Islamic and Middle Eastern Law, School of Oriental and African Studies, Universität London, London;
- 1997–2007: Middle East Programme am Royal Institute for International Affairs, London;
- 2008: Brookings Institution, Washington, D.C.;
- 2008–2009: Carnegie Middle East Center, Beirut.

## Werke
- (Hrsg.) Feminism and Islam: Legal and Literary Perspectives. NYU Press, New York, 1996, ISBN 978-0-8147-9681-8
- Changed Identities: The Challenge of the New Generation in Saudi Arabia. Royal Institute of International Affairs/Chatham House, London, 2000, ISBN 978-1-86203-088-6
- Cradle of Islam: The Hijaz and the Quest for an Arabian Identity. I.B. Tauris, London, 2004, ISBN 978-1-85043-710-9
- Cradle of Islam: The Hijaz and the Quest for Identity in Saudi Arabia. I.B. Tauris, London, 2009, ISBN 978-1-84511-824-2